# سكاغواي
سكاغواي (بالإنجليزية: Skagway, Alaska) هي مدينة تقع في ولاية ألاسكا في الولايات المتحدة. تبلغ مساحة هذه المدينة (كم²)، وترتفع عن سطح البحر م، بلغ عدد سكانها نسمة في عام 2010 حسب إحصاء مكتب تعداد الولايات المتحدة.

## التركيبة السكانية
حدّد مكتب تعداد الولايات المتحدة بيانات التركيبة السكانية لسكاغواي في تعداد الولايات المتحدة. في ما يلي، التركيبة السكانية حسب تعدادي 2000 و2010.

### تعداد عام 2000
بلغ عدد سكان سكاغواي 862 نسمة بحسب تعداد عام 2000، وبلغ عدد الأسر 401 أسرة وعدد العائلات 215 عائلة مقيمة في المنطقة السكنية. في حين سجلت الكثافة السكانية 0.7 نسمة لكل كيلومتر مربع (1.8/ميل2). وبلغ عدد الوحدات السكنية 502 وحدة بمتوسط كثافة قدره 0.4 لكل كيلومتر مربع (1.0/ميل2).
وتوزع التركيب العرقي للمنطقة السكنية بنسبة 92.34% من البيض و3.02% من الأمريكيين الأصليين و0.58% من الأمريكيين ذوي الأصول الآسيوية و0.23% من سكان جزر المحيط الهادئ و0.81% من الأعراق الأخرى و3.02% من عرقين مختلطين أو أكثر و2.09% من الهسبانيون أو اللاتينيون من أي عرق.
بلغ عدد الأسر 401 أسرة كانت نسبة 25.2% منها لديها أطفال تحت سن الثامنة عشر تعيش معهم، وبلغت نسبة الأزواج القاطنين مع بعضهم البعض 46.9% من أصل المجموع الكلي للأسر، ونسبة 4.7% من الأسر كان لديها معيلات من الإناث دون وجود شريك، بينما كانت نسبة 2% من الأسر لديها معيلون من الذكور دون وجود شريكة وكانت نسبة 46.4% من غير العائلات. تألفت نسبة 36.2% من أصل جميع الأسر من عدة أفراد يعيشون في نفس المنزل ونسبة 6.7% كانت تتألف من شخص يعيش بمفرده يبلغ من العمر 65 عاماً أو أكثر. وبلغ متوسط حجم الأسرة المعيشية 2.15، أما متوسط حجم العائلات فبلغ 2.81.
بلغ العمر الوسطي للسكان 39.2 عاماً. وكانت نسبة 20.5% من القاطنين تحت سن الثامنة عشر، وكانت نسبة 5.2% بين الثامنة عشر والرابعة والعشرين عاماً، ونسبة 34.6% كانت واقعةً في الفئة العمرية ما بين الخامسة والعشرين والرابعة والأربعين عاماً، ونسبة 31.2% كانت ما بين الخامسة والأربعين والرابعة والستين، ونسبة 8.5% كانت ضمن فئة الخامسة والستين عاماً فما فوق. يوجد لكل 100 أنثى 109.2 ذكر، ويوجد لكل 100 أنثى في الثامنة عشر من عمرها فما فوق 112.7 ذكر.
بلغ متوسط دخل الأسرة في المنطقة السكنية 49,375 دولارًا، أما متوسط دخل العائلة فبلغ 62,188 دولارًا. وكان متوسط دخل الذكور 44,583 دولارًا مقابل 30,956 دولارًا للإناث. وسجل دخل الفرد الخاص بالمنطقة السكنية 27,700 دولارًا. وكانت نسبة 1% من العائلات ونسبة 3.7% من السكان تحت خط الفقر، وكان من هؤلاء نسبة 2.2% تحت سن الثامنة عشر ونسبة 4.5% في الخامسة والستين من العمر وما فوق.

### تعداد عام 2010
بلغ عدد سكان سكاغواي 920 نسمة بحسب تعداد عام 2010، وبلغ عدد الأسر 410 أسرة وعدد العائلات 225 عائلة مقيمة في المنطقة السكنية. في حين سجلت الكثافة السكانية 0.8 نسمة لكل كيلومتر مربع (2.1/ميل2). وبلغ عدد الوحدات السكنية 590 وحدة بمتوسط كثافة قدره 0.5 لكل كيلومتر مربع (1.3/ميل2).
وتوزع التركيب العرقي للمنطقة السكنية بنسبة 90.98% من البيض و3.70% من الأمريكيين الأصليين و0.54% من الأمريكيين ذوي الأصول الآسيوية و0.11% من سكان جزر المحيط الهادئ و0.43% من الأعراق الأخرى و4.24% من عرقين مختلطين أو أكثر و2.28% من الهسبانيون أو اللاتينيون من أي عرق.
بلغ عدد الأسر 410 أسرة كانت نسبة 23.4% منها لديها أطفال تحت سن الثامنة عشر تعيش معهم، وبلغت نسبة الأزواج القاطنين مع بعضهم البعض 45.9% من أصل المجموع الكلي للأسر، ونسبة 4.9% من الأسر كان لديها معيلات من الإناث دون وجود شريك، بينما كانت نسبة 4.1% من الأسر لديها معيلون من الذكور دون وجود شريكة وكانت نسبة 45.1% من غير العائلات. تألفت نسبة 32.2% من أصل جميع الأسر من عدة أفراد يعيشون في نفس المنزل ونسبة 3.9% كانت تتألف من شخص يعيش بمفرده يبلغ من العمر 65 عاماً أو أكثر. وبلغ متوسط حجم الأسرة المعيشية 2.17، أما متوسط حجم العائلات فبلغ 2.73.
بلغ العمر الوسطي للسكان 41.0 عاماً. وكانت نسبة 16.1% من القاطنين تحت سن الثامنة عشر، وكانت نسبة 5% بين الثامنة عشر والرابعة والعشرين عاماً، ونسبة 36% كانت واقعةً في الفئة العمرية ما بين الخامسة والعشرين والرابعة والأربعين عاماً، ونسبة 33.9% كانت ما بين الخامسة والأربعين والرابعة والستين، ونسبة 9% كانت ضمن فئة الخامسة والستين عاماً فما فوق. وتوزع التركيب الجنسي للسكان بنسبة 51.5% ذكور و48.5% إناث.

## المناخ
يظهر الجدول التالي التغييرات المناخية على مدار السنة لسكاغواي:
| البيانات المناخية لـسكاغواي             | البيانات المناخية لـسكاغواي | البيانات المناخية لـسكاغواي | البيانات المناخية لـسكاغواي | البيانات المناخية لـسكاغواي | البيانات المناخية لـسكاغواي | البيانات المناخية لـسكاغواي | البيانات المناخية لـسكاغواي | البيانات المناخية لـسكاغواي | البيانات المناخية لـسكاغواي | البيانات المناخية لـسكاغواي | البيانات المناخية لـسكاغواي | البيانات المناخية لـسكاغواي | البيانات المناخية لـسكاغواي |
| الشهر                                   | يناير                       | فبراير                      | مارس                        | أبريل                       | مايو                        | يونيو                       | يوليو                       | أغسطس                       | سبتمبر                      | أكتوبر                      | نوفمبر                      | ديسمبر                      | المعدل السنوي               |
| --------------------------------------- | --------------------------- | --------------------------- | --------------------------- | --------------------------- | --------------------------- | --------------------------- | --------------------------- | --------------------------- | --------------------------- | --------------------------- | --------------------------- | --------------------------- | --------------------------- |
| الدرجة القصوى °ف (°م)                   | 52 (11)                     | 60 (16)                     | 59 (15)                     | 76 (24)                     | 82 (28)                     | 89 (32)                     | 92 (33)                     | 91 (33)                     | 77 (25)                     | 68 (20)                     | 59 (15)                     | 52 (11)                     | 92 (33)                     |
| متوسط درجة الحرارة الكبرى °ف (°م)       | 26.9 (−2.8)                 | 33.2 (0.7)                  | 39.4 (4.1)                  | 50.1 (10.1)                 | 58.7 (14.8)                 | 65.1 (18.4)                 | 66.9 (19.4)                 | 64.9 (18.3)                 | 57.4 (14.1)                 | 48.0 (8.9)                  | 36.3 (2.4)                  | 32.0 (0.0)                  | 48.2 (9.0)                  |
| المتوسط اليومي °ف (°م)                  | 22.0 (−5.6)                 | 27.8 (−2.3)                 | 33.2 (0.7)                  | 41.5 (5.3)                  | 49.4 (9.7)                  | 56.1 (13.4)                 | 58.7 (14.8)                 | 56.9 (13.8)                 | 50.9 (10.5)                 | 42.6 (5.9)                  | 31.5 (−0.3)                 | 27.2 (−2.7)                 | 41.5 (5.3)                  |
| متوسط درجة الحرارة الصغرى °ف (°م)       | 17.3 (−8.2)                 | 22.3 (−5.4)                 | 27.0 (−2.8)                 | 32.8 (0.4)                  | 40.1 (4.5)                  | 47.1 (8.4)                  | 50.4 (10.2)                 | 48.9 (9.4)                  | 44.2 (6.8)                  | 37.2 (2.9)                  | 26.8 (−2.9)                 | 22.8 (−5.1)                 | 34.7 (1.5)                  |
| أدنى درجة حرارة °ف (°م)                 | −15 (−26)                   | −15 (−26)                   | −5 (−21)                    | 14 (−10)                    | 14 (−10)                    | 23 (−5)                     | 23 (−5)                     | 23 (−5)                     | 19 (−7)                     | 8 (−13)                     | −6 (−21)                    | −14 (−26)                   | −15 (−26)                   |
| الهطول إنش (مم)                         | 2.17 (55)                   | 1.84 (47)                   | 1.55 (39)                   | 1.20 (30)                   | 1.30 (33)                   | 1.11 (28)                   | 1.19 (30)                   | 2.19 (56)                   | 4.04 (103)                  | 4.24 (108)                  | 2.89 (73)                   | 2.43 (62)                   | 26.15 (664)                 |
| متوسط تساقط الثلوج إنش (سم)             | 14.2 (36)                   | 9.7 (25)                    | 3.3 (8.4)                   | 1.0 (2.5)                   | 0.1 (0.25)                  | 0 (0)                       | 0 (0)                       | 0 (0)                       | 0 (0)                       | 1.2 (3.0)                   | 8.6 (22)                    | 11.1 (28)                   | 49.2 (125.15)               |
| متوسط أيام هطول الأمطار (≥ 0.01 inch)   | 9                           | 9                           | 10                          | 8                           | 8                           | 8                           | 9                           | 13                          | 16                          | 18                          | 13                          | 12                          | 133                         |
| المصدر: Western Regional Climate Centre |                             |                             |                             |                             |                             |                             |                             |                             |                             |                             |                             |                             |                             |

## وصلات خارجية
- Community Information نسخة محفوظة 24 فبراير 2014 على موقع واي باك مشين.